# 佐藤彩香
佐藤 彩香（さとう あやか、1996年1月1日 - ）は、日本の一輪車選手、タレント。神奈川県茅ヶ崎市出身。
リクエージェンシー所属。公益社団法人日本一輪車協会公認インストラクター、日本ビューティーカラー協会パーソナルコーディネート検定3級、日本トータルメイクアップ協会認定トータルメイクアップ検定ベーシックなどを持つ。

## 来歴
- 小学生時代から子役として芸能事務所に所属していた。
- 2011年8月29日、茅ヶ崎市特別表彰[3]が贈られた。
- 2014年3月、神奈川県立寒川高等学校卒業[2]。
- 同年4月に横浜ビューティーアート専門学校入学。2016年3月に卒業した。
- 高校時代に一輪車日本一並びに世界一になった。
- 2012年に開催された一輪車世界大会UNICON164x100mリレーで優勝した経験がある。

## 人物
- 6歳の頃から、テレビ番組の企画がきっかけで一輪車に出会い、一輪車を始めた。
- 性格は負けず嫌い。
- 一輪車以外に水泳やバレエ[4]をやっていた。
- 得意な科目は数学。
- 趣味は ディズニープリンセス集め。特にラプンツェルとアリエルが好き。
- 特技は100m。
- 兄[5]がいる。
- 上地雄輔が好き。
- 好きな言葉は「諦めない」。

## 個人成績
| 年   | 大会                         | 場所           | 種目               | 結果 | 備考 |
| ---- | ---------------------------- | -------------- | ------------------ | ---- | ---- |
| 2011 | さわやか全日本一輪車競技大会 | 東京都         |                    | 1位  |      |
| 2012 | UNICON16                     | ブレッサノーネ | 4x100mリレー       | 1位  |      |
| 2012 | UNICON16                     | ブレッサノーネ | 400m               | 2位  |      |
| 2012 | UNICON16                     | ブレッサノーネ | 100m               | 3位  |      |
| 2014 | UNICON17                     | モントリオール | タイヤ乗り種目優勝 | 1位  |      |
| 2015 | さわやか全日本一輪車競技大会 | 千葉県         | タイヤ乗り         | 2位  |      |

## 出演

### テレビ番組
- はぐれ刑事純情派（テレビ朝日）[6]
- 志村&所の戦うお正月（テレビ朝日）
- サンデースポーツ （NHK総合、2014年7月20日）
- こども手話ウイークリー（NHK Eテレ、2014年8月3日）
- ジャンクSPORTS（フジテレビ、2014年9月13日、12月28日）
- 関ジャニの仕分け∞（テレビ朝日、2014年2月4日、5月17日、10月4日）
- 国分くんちのスポーツ忘年会2014 （フジテレビ、2014年12月27日）
- ザ!世界仰天ニュース（日本テレビ、2015年1月7日）
- すぽると! （フジテレビ、2015年1月9日）
- TOKIOカケル （フジテレビ、2015年2月4日）
- L4 YOU!プラス （テレビ東京、2015年2月6日）
- あの遊びをバージョンアップ! キスマイGAME （テレビ朝日、2015年4月21日）
- NEWS ZERO（日本テレビ、2015年6月30日）
- Going!Sports&News（日本テレビ、2015年7月18日）
- トラの門スポーツ（テレビ東京、2015年8月22日）
- 24時間テレビ38 「愛は地球を救う」（日本テレビ、2015年8月23日）世界記録に挑戦企画
- 行列のできる法律相談所（日本テレビ、2015年9月6日）
- PON!（日本テレビ、2015年9月21日）
- メレンゲの気持ち（日本テレビ、2015年10月10日）
- 情報ライブミヤネ屋（読売テレビ、2015年11月3日）
- テレビスポーツ教室（NHK Eテレ、2016年10月23日 -）
- ライオンのグータッチ（フジテレビ）グータッチサポーター

### インターネット配信番組
- ぶるぺん（Ustream、2015年9月29日 ）

### 書籍
- Sports Japan（2015年3月4日）
- Sports Science（2015年5月1日）

### その他
- 日経スゴい人（2014年3月3日）